# Макдус
Макдус (араб. المكدوس‎ или иногда المقدوس) — левантийское блюдо из баклажанов. Эта закуска или мезе является частью иракской, сирийской, иорданской, ливанской, палестинской, израильской кухни.
Для приготовления отбирают небольшие баклажаны, отваривают их, отжимают под прессом и фаршируют грецкими орехами, сладким перцем, чесноком. Иногда также добавляют зёрна граната, кинзу, порошок перца чили. Пересыпают солью и заквашивают примерно на сутки, после чего заливают оливковым маслом.
После приготовления блюдо готово к употреблению через 3-5 дней, но фаршированные баклажаны могут храниться в масле до нескольких лет.
Подают к завтраку, ужину или в качестве закуски.